# En liberté !
En liberté ! (en España En liberté!, en Hispanoamérica Finalmente libres) es una película de drama francesa de 2018 dirigida por Pierre Salvadori y protagonizada por Adèle Haenel, Pio Marmaï, Damien Bonnard y Audrey Tautou:
Fue seleccionada para ser proyectada en la Quincena de Directores del  Festival de Cannes. Además, obtuvo nueve nominaciones en la entrega de los Premios César de 2019.

## Sinopsis
Yvonne Santi es una joven inspectora viuda de un policía heroico, valiente e íntegro. Gracias a una investigación sin demasiada importancia descubre que su marido no era el hombre que ella creía, sino un corrupto mentiroso. Abatida, intentará reparar los errores cometidos por este hombre y curar las heridas que ella no ha infligido. Al hacerlo se encontrará con situaciones que no tardarán en superarla…

## Reparto
- Adèle Haenel: Yvonne Santi
- Pio Marmaï: Antoine Parent
- Damien Bonnard: Louis
- Vincent Elbaz: Jean Santi
- Audrey Tautou: Agnès Parent
- Hocine Choutri: Mariton
- Octave Bossuet: Théo Santi
- Steve Tran: el cliente

## Recepción

### Crítica
"La película se vuelve algo sobrecargada y demasiado inteligente (...) Pero todo el reparto está bien (...) Placentera"  dijo David Rooney de The Hollywood Reporter."Asistido con maestría por una actuación sexy y divertida de Adèle Haenel, el director Pierre Salvadori saca oro de una historia forzada y unos personajes adorablemente defectuosos." dijo Tim Grierson de Screendaily. "Amable, absurda y con gracia (...) Un escaparate animado para la consumadamente versátil Haenel" djo Jessica Kiang de Variety.